# Constituição espanhola de 1876
A Constituição espanhola de 1876 foi aprovada em Junho de 1876.
Esta constituição partiu de um rascunho desenvolvido por um grupo de 600 notáveis, antigos senadores e deputados de anteriores legislaturas, designados por Antonio Cánovas del Castillo. Dentre eles resultou uma comissão de 39 pessoas, presidida por Manuel Alonso Martínez, que seria o encarregado da definitiva redação do texto. O texto final foi aprovado sem grandes mudanças por umas Cortes Constituintes eleitas por sufrágio universal de acordo ao previsto na anterior Constituição, a Constituição de 1869.
Os principais aspectos desta constituição eram os seguintes:
- A soberania é compartilhada entre o Rei e as Cortes.
- Os direitos e deveres dos cidadãos estão limitados pelas leis ordinárias.
- O poder legislativo é compartilhado entre as cortes e o Rei, podendo este último vetar leis e dissolver as câmaras.
- A Coroa tem o poder executivo, podendo nomear o chefe de governo e os ministros.
- As cortes são bicamerais, com um senado formado por designação real e um congresso eleito por sufrágio direto.
- O poder judiciário tinha a potestade de aplicar as leis nos julgamentos e os juízes escolhiam-se mediante oposição, assim como atualmente.
- Estabelece um sufrágio censitário , até 1890, em que passa a ser sufrágio universal masculino.
- Estabelece também um estado confessional católico, se bem que são toleradas as outras religiões contanto que a respeitem.
- Os municípios e deputações estão sob controlo governamental, organização centralista.

## Assinantes da Constituição
—O Rei. Afonso XII
—O Presidente do Conselho de Ministros, Ministro interino de Fazenda, Antonio Cánovas del Castillo.
—O Ministro de Estado, Fernando Calderón y Collantes.
—O Ministro de Graça e Justiça, Cristóbal Martín de Herrera.
—O Ministro da Guerra, Francisco de Cebalhos e Vargas.
—O Ministro de Marina, Juan de Antequera.
—O Ministro da Governação, Francisco Romero y Robledo.
—O Ministro de Fomento, Francisco Queipo de Llano.
—O Ministro de Ultramar, Adelardo López de Ayala.